# ユヴァスキュラ大学

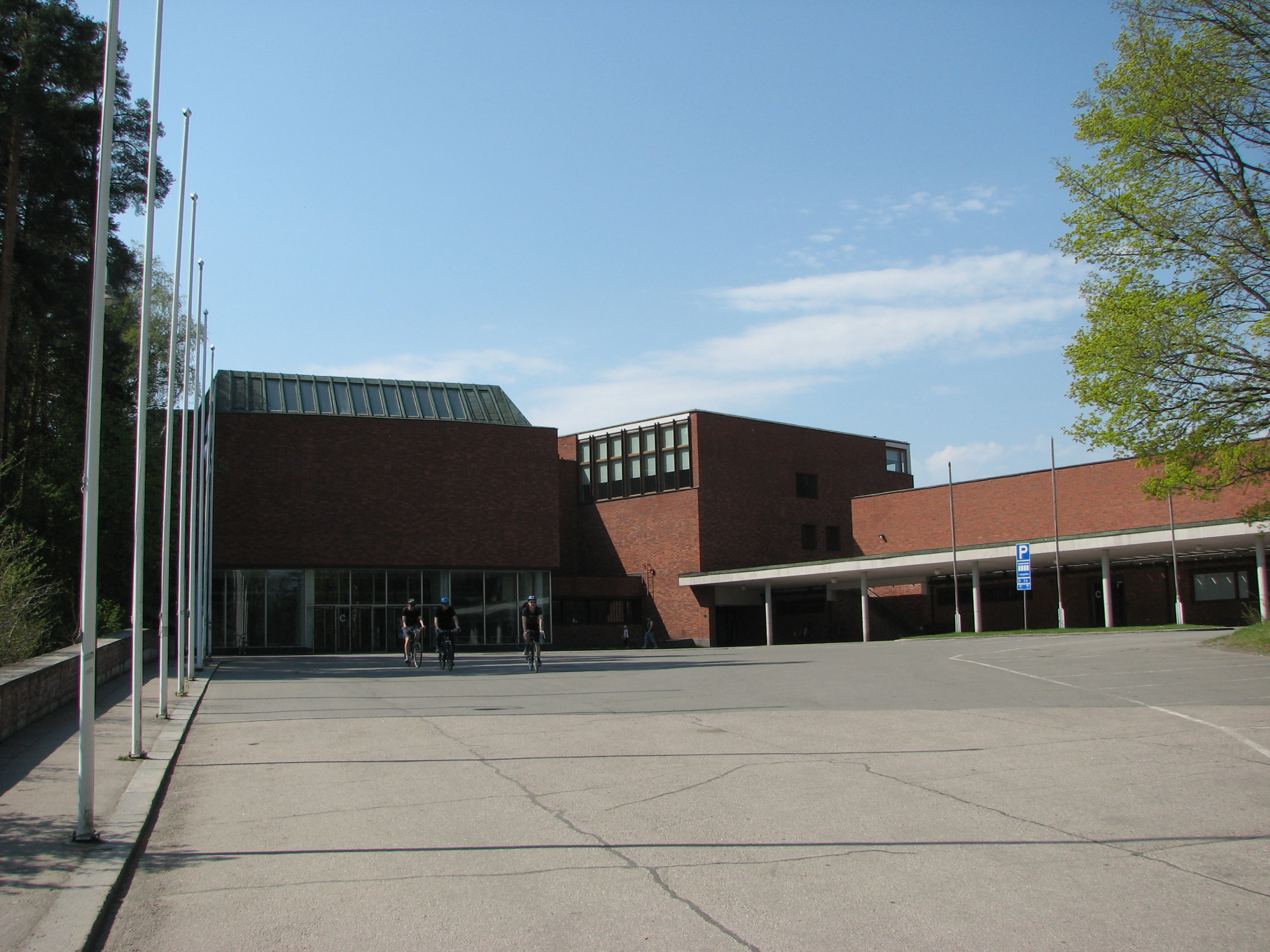
The main building Capitolium

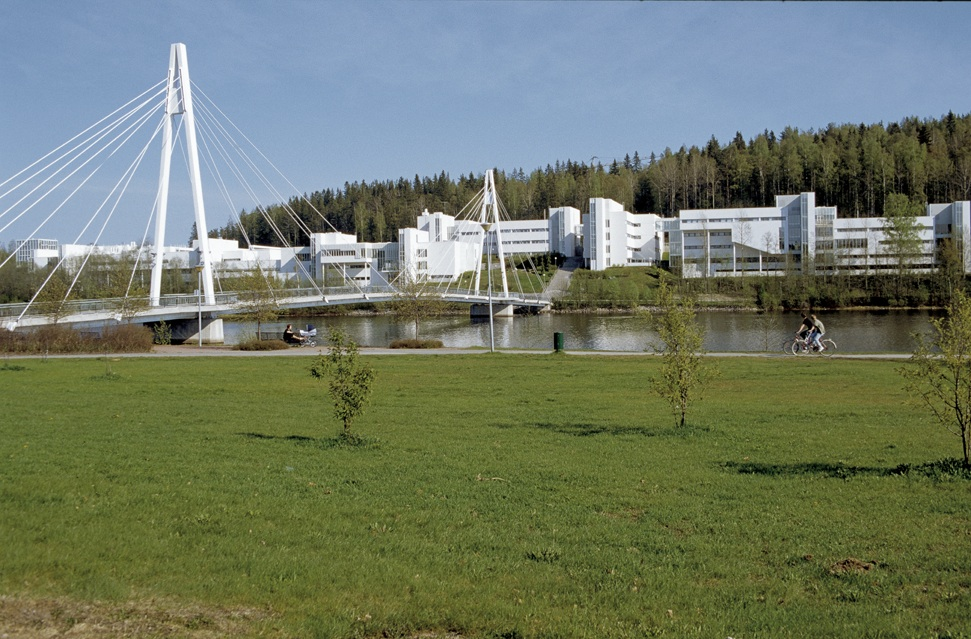
Ylistönrinne campus

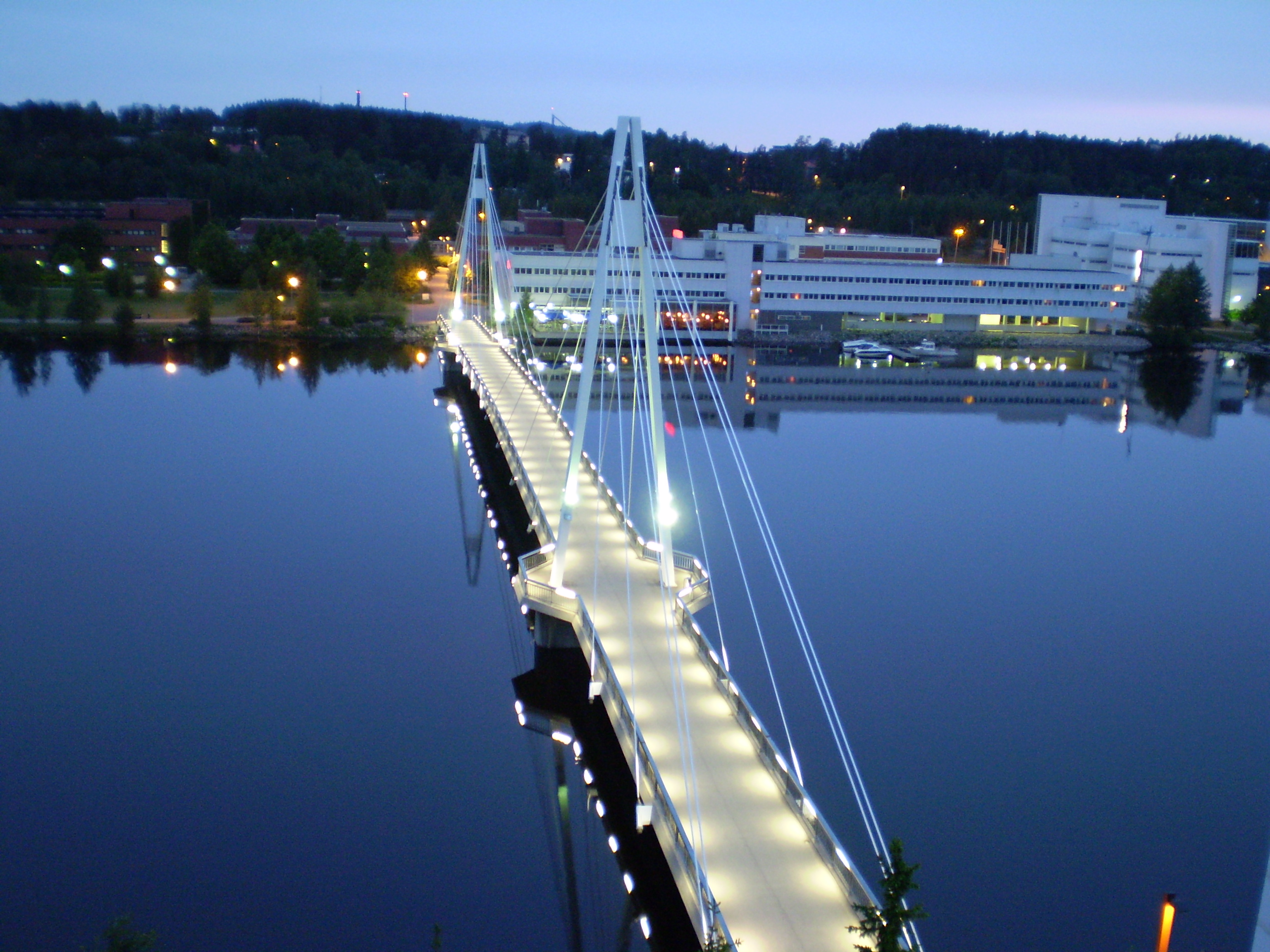
Mattilanniemi campus

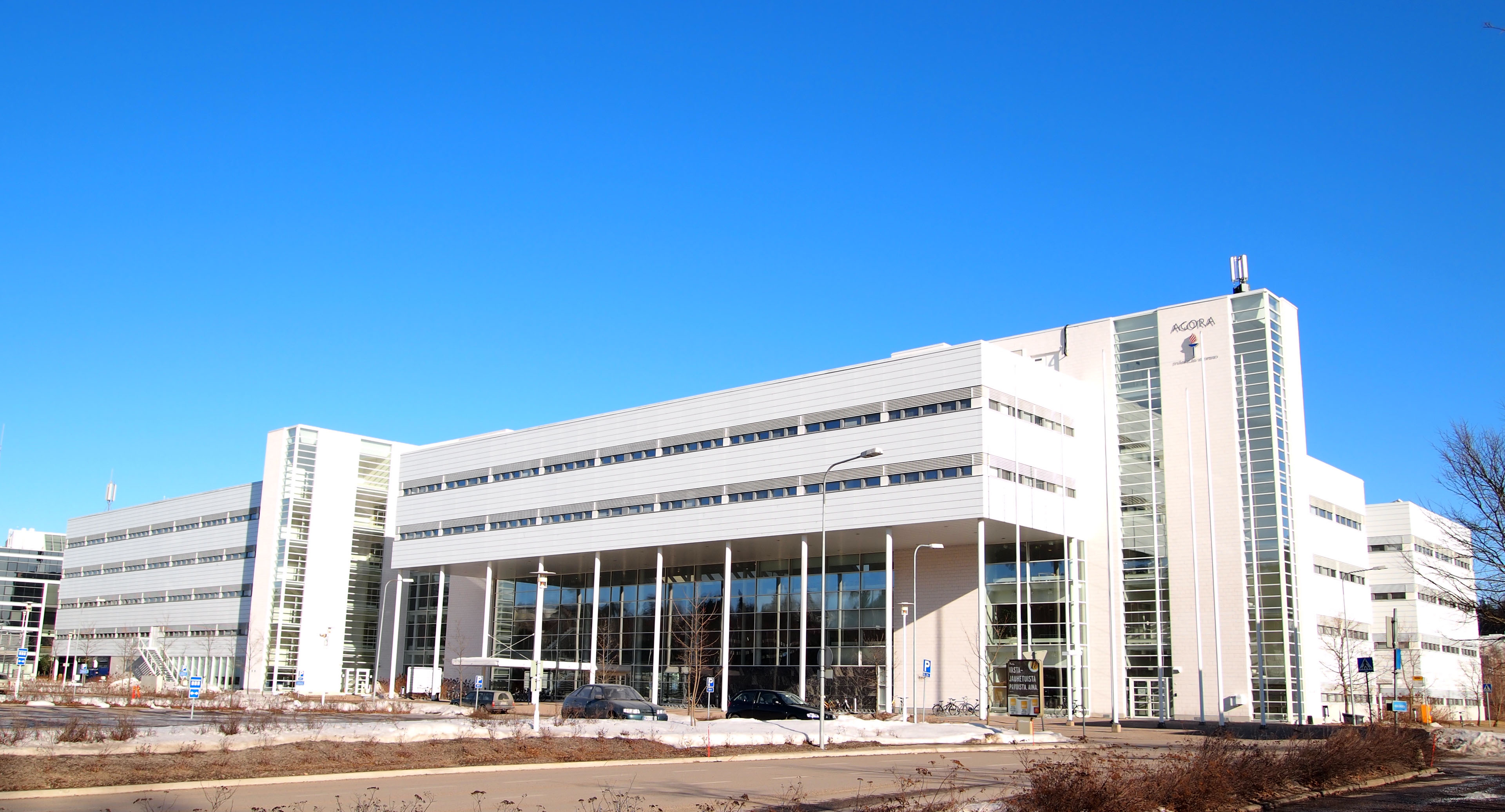
Agora building at the Mattilanniemi campus

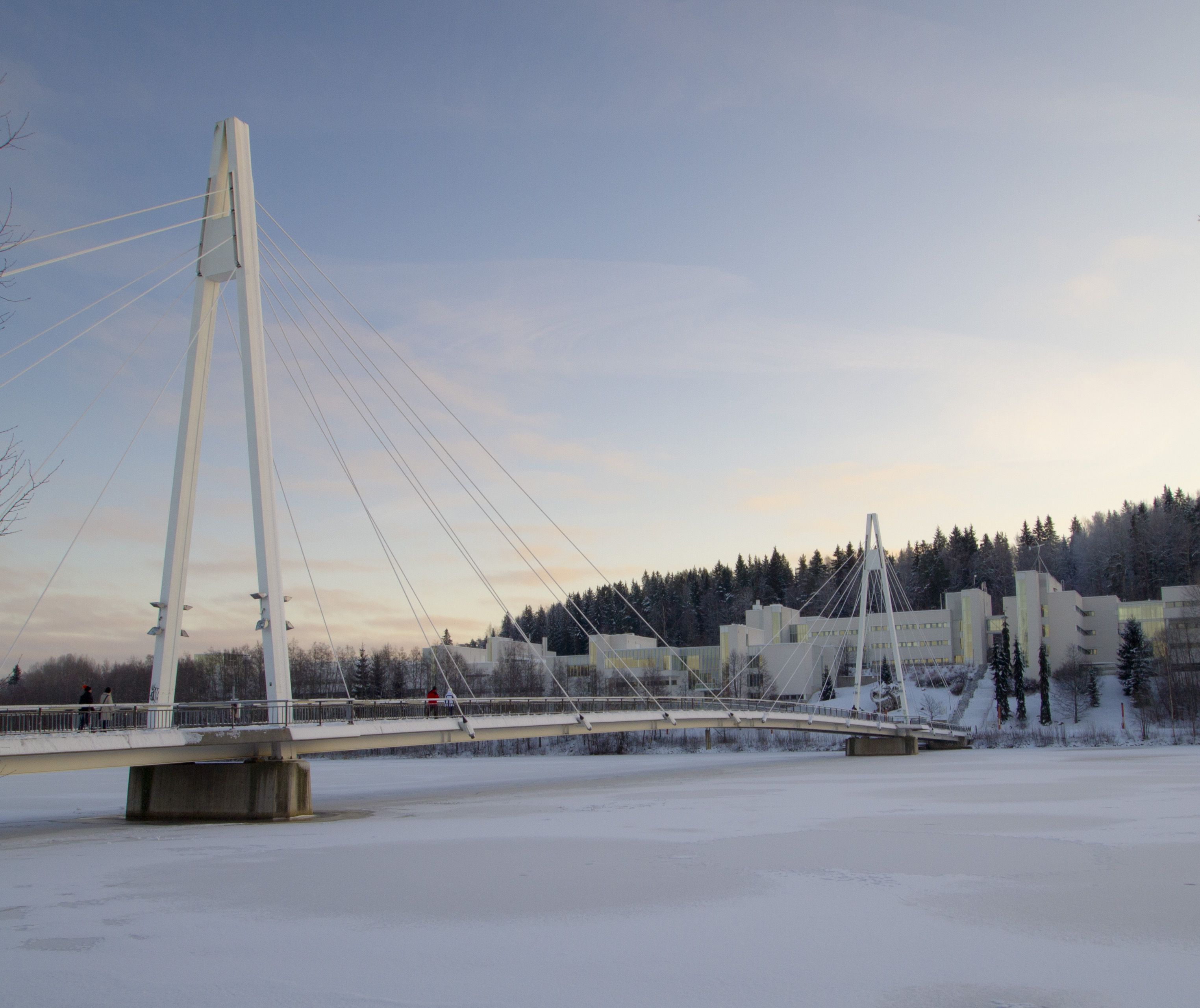
Ylistönrinne at winter

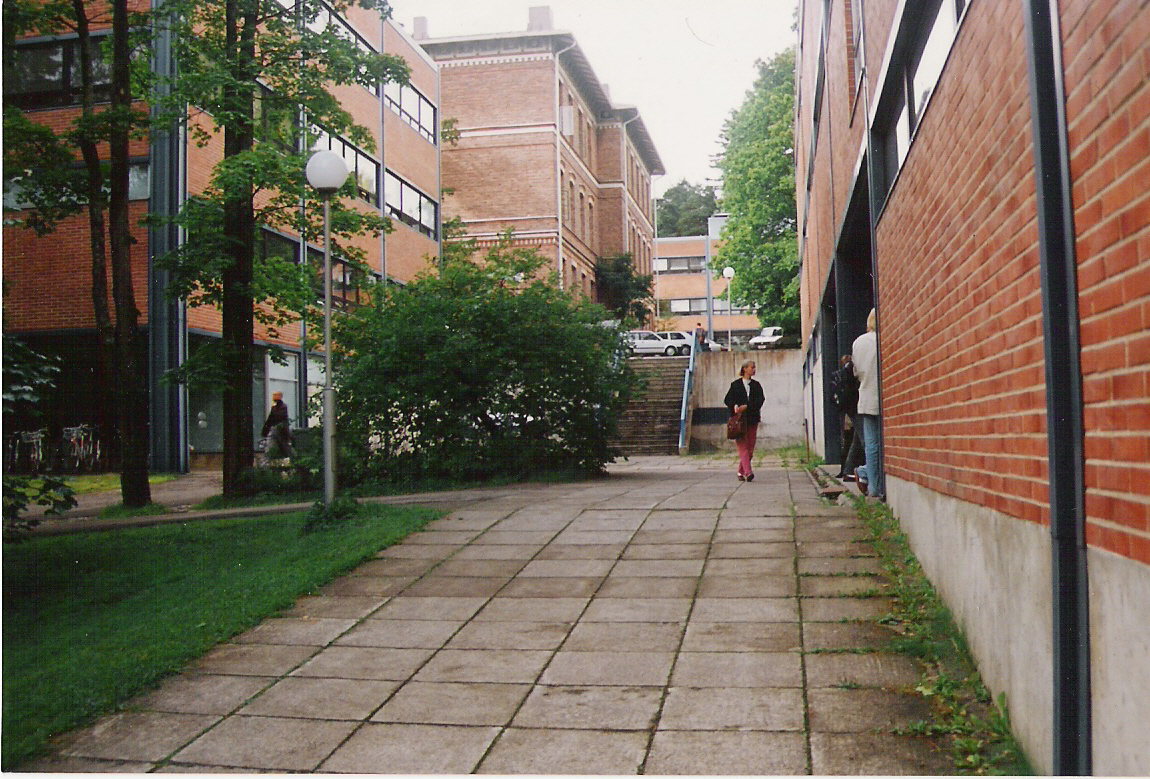
Seminaarinmäki campus

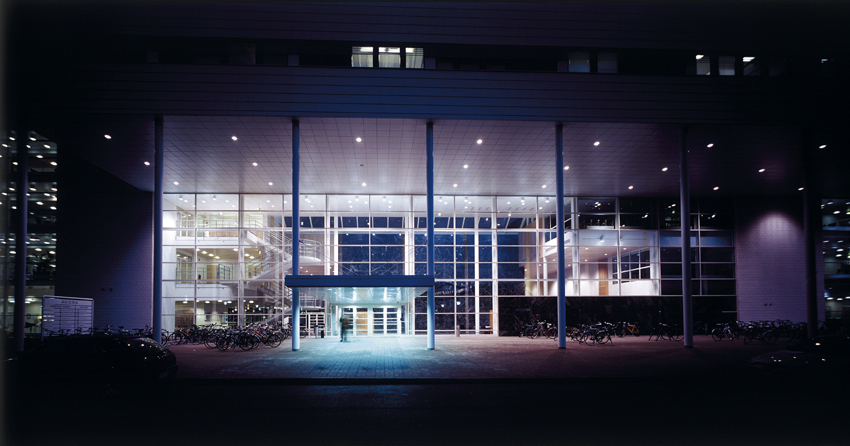
Agora building main entrance

ユヴァスキュラ大学(英語: University of Jyväskylä)はフィンランドのユヴァスキュラにある大学である。その起源は1863年に設立されたフィンランド初のフィンランド語教育教師養成学校に由来する。現在、約15,000人の学生が在籍している。フィンランドに於いて、修士号を取得する学生数では2番目に大きい大学である。

## 概歴および概要
ユヴァスキュラ大学はフィンランド文化に於いて重要な役割を担ってきた。同大学は1863年に初のフィンランド語による教師養成学校として設立された'Teacher Seminary'にその起源を持つ。1937年、'Teacher Seminary'は博士号を授与することのできる教育大学となった。1960年代に同大学は科学分野における教育を始め、1967年にユヴァスキュラ大学に改名した。
同大学は広範囲の学士および修士レベル教育を英語にて提供している。これらのプログラムの内大部分は、英語にて提供されるという点において特徴的である。（フィンランドにおいて博士教育は英語にて行われている。）自然科学、人文科学、スポーツサイエンス、教師教育分野において同大学の専門性は高く評価されている。

## 規模
同大学は15,000人の学生が在籍し、成人の大学生を加えるとその規模は計40,000人に上る。例年2,000人の新入生を迎え、一般的に合格倍率は7倍である。これらの事実はユヴァスキュラ大学はフィンランドにおいて最も人気のある大学の一つであることを示している。また、修士号を取得する学生数においてはフィンランド第2位の大学である。

## 組織
同大学は学士・修士、博士教育、および、教師教育プログラムを提供し、120の学科を持つ。
同大学の学部は以下の通りである。
- 教育学部
- スポーツヘルスサイエンス学部
- インフォメーションテクノロジー学部
- 人文科学学部
- 社会科学学部
- 数科学学部
- School of Business and Economics

## 研究センター
フィンランドアカデミーによる「卓越した研究」に以下の研究がノミネートされている。
- Nuclear and Accelerator Based Physics (サイクロトン)
- Biological Interactions Research
- History of a Society: Re-thinking Finland 1400‒2000 (タンペレ大学との共同研究)
- Interdisciplinary Music Research (ヘルシンキ大学との共同研究)
- Philosophical Psychology, Morality and Politics: Human Conduct in the History of Philosophy (ヘルシンキ大学との共同研究)

「卓越した研究所 2010-2012」に以下の研究所がノミネートされている。
- Department of Physics nominated by Finnish Higher Education Evaluation Council (FINHEEC)

## 国際修士号プログラム
同大学は英語による修士号教育(2年間)を提供している(120 ECTS credits)。尚、EU圏外からの学生に対して同プログラムの授業料は2017年度から有料となっている。
文学修士
- 文化政策
- 国際協力開発
- エデュケーショナルリーダーシップ
- 教育
- 国際文化コミュニケーション

理学修士
- BPA Biology of Physical Activity
- Corporate Environmental Management
- Development and International Cooperation
- Ecology and Evolutionary Biology
- International Business and Entrepreneurship
- ナノサイエンス
- Nuclear and Particle Physics
- SEPPRO Sport and Exercise Psychology
- Service Innovation and Management
- SpoSMaPro Sport Management and Health Promotion
- Sustainable Management of Inland Aquatic Resources
- Web Intelligence and Service Engineering

社会科学修士
- 文化政策
- 国際協力開発

エラスムス修士プログラム
- EMSEP ヨーロッパ修士号プログラム(スポーツエクササイズ心理学)

## 国際化及び学校間国際交流
ユヴァスキュラ大学は海外での学習の場や国内にて国際化学習の機会を提供する事を推奨している。従って、ユヴァスキュラ大学には様々なインターナショナルプログラムが存在する( the Lifelong Learning Programme, Nordplus, North-South-South Higher Education Exchange, FIRST and ISEP 等)。同大学は相互交換留学協定において25の他国の大学と提携を結んでいる。更に、同大学にて学ぶ交換留学生を加えると世界360もの大学から学生が訪れている。

## キャンパス

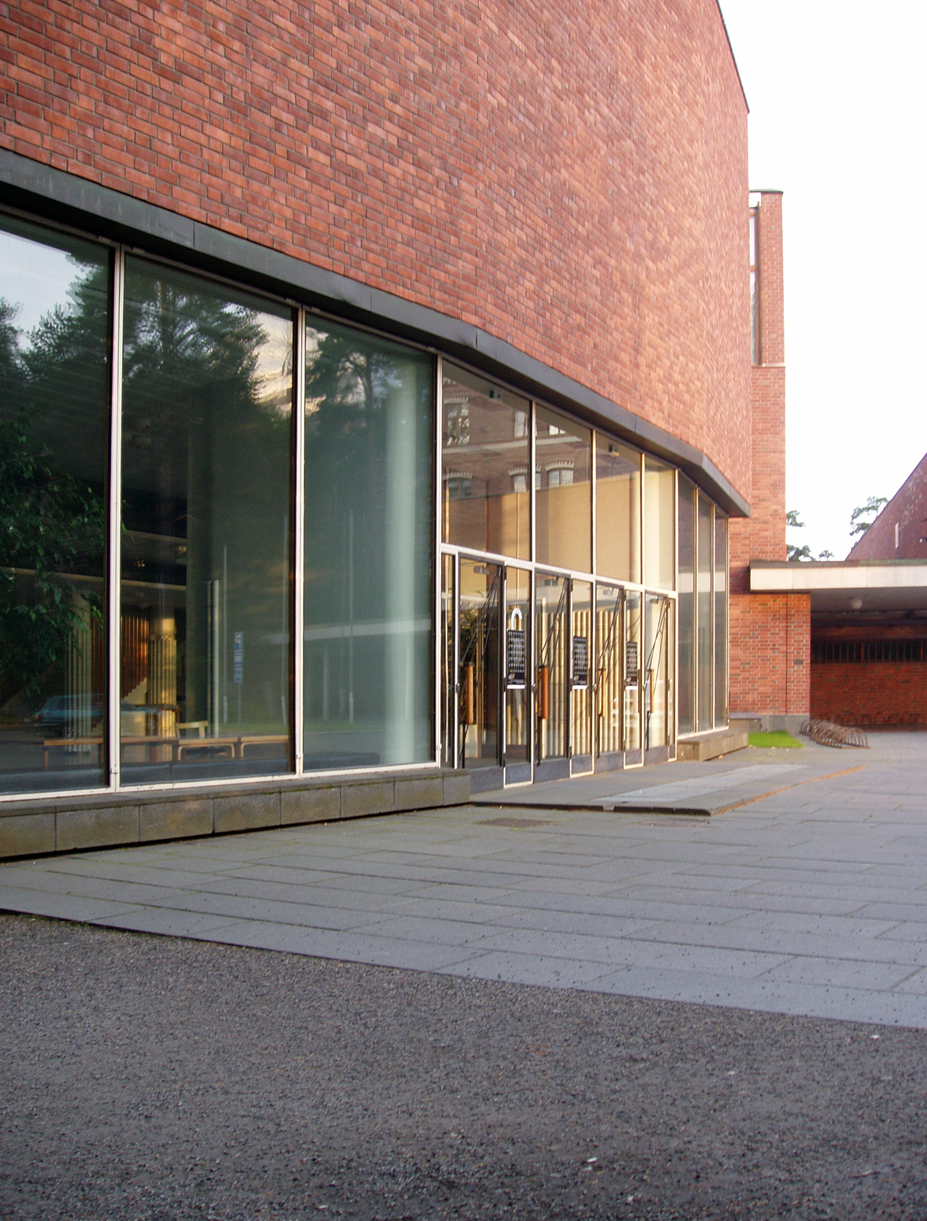
Aalto Campus, Main Building (1954-56)

学部および学科の施設は主に3つのキャンパスに分かれて配置されている。メインキャンパスは街の中心街にある。このキャンパスは同大学の起源である教師教育が始まった場所でもある。またその他2つのキャンパスはユヴァスヤルヴィ湖を隔てて反対側にあり、メインキャンパスとは橋で繋がっている。
メインキャンパスにある多くの校舎は著名なフィンランド人建築家のアルヴァ・アールトによってデザインされた。アールトは1951年に大学のデザインの委託を受け、ユヴァスキュラの住民の持つ「北方のアテネ」という街のイメージを利用しデザインを行った。キャンパスのレイアウトはその古代ギリシャのアクロポリスの原則を反映したものになっている。その施工の中には、少人数の公演限定になってしまうものの、古代ギリシャ様式の野外劇場などがある。
アールトによりデザインされた大学内の建築は以下の通りである。
- Teachers Training School 1951-54
- Staff housing 1951 (現在はユヴァスキュラ大学博物館)
- Student’s Hall of Residence 1952-54 (現在は言語学科の校舎)
- Lozzi and Lyhty staff and student refectories
- Main Building 1954-56
- Swimming Pool 1954-58, 1964, several alterations (アールト・アルヴァリと呼ばれる)
- Physical Education Building 1971
- Library 1957 (現在のアールトリーディングルーム)

1969年から70年にかけて、メインキャンパス以外のMattilanniemiキャンパス及びYlistönrinneキャンパスのための建築デザインコンペが行われた。そのコンペにてかつてアールトのオフィスで働いていたen:Arto Sipinenが選ばれた。またArto Sipinenは1974年に新しい図書館を含む新しい校舎のデザインにも携わった。

## その他の施設
大学が保有するその他の施設は以下の通りである。
- en:Agora Center
- インフォメーションマネージメントセンター
- 教育評価事務局
- 教育研究所
- 環境研究所
- ランゲージセンター
- オープンユニバーシティ
- 大学図書館
- 大学博物館
- Continuing Education Centre
- Kokkola University Consortium Chydenius

## 学生組合
ユヴァスキュラ大学学生組合(JYY)は、大学のみならず社会の中において、学生の権利や利益を保障する組織である。ユヴァスキュラ大学に所属する全ての学生及び、交換留学生がこの学生組合に所属している。
この学生組合は以下のサービスを提供している。 
- 安価な学生ビレッジen:Kortepohja Student Village(約2,000人が住居可能)
- インターナショナルスチューデントへのサバイバルキットの提供
- 安価な医療ケアの提供(Finnish Student Health Care Services (YTHS)による提供)
- 短期間緊急小額ローン
- 様々な無料イベント(映画上映会、旅行、ナイトクラブイベント等)
- 学生新聞(Jyväskylän Ylioppilaslehtiもしくは"Jylkkäri"と呼ばれる)の提供
- 学生組合食堂("Ilokivi")

また、学生組合カード保持者はバスや電車などの公共輸送機関の割引や学内での食堂においての割引も受けられる。